# Cornerback
Cornerback – pozycja zawodnika formacji obrony drużyny futbolu amerykańskiego i kanadyjskiego.
Ten tylny obrońca stoi przy linii wznowienia gry, wprost naprzeciwko skrzydłowego drużyny atakującej. Jego zadaniem jest blokowanie skrzydłowych na pierwszych pięciu jardach od linii wznowienia, a następnie pokrywanie ich podczas biegu w głąb pola. Niekiedy cornerback porzuca krytego przez siebie skrzydłowego i przystępuje do szarżowania rozgrywającego drużyny przeciwnej.
Zawodnicy na tej pozycji są jednymi z najszybszych i najzwinniejszych w drużynie.